# Festival col des 1000
Le Festival col des 1000 est un festival de musique, organisé par l'association Anamounto (Voiron), qui se déroule chaque année le 1er week-end de juillet à Miribel-les-Échelles dans le Parc naturel régional de la Chartreuse en Isère.
Créé en 1997, le festival est organisé en plein air dans une clairière de 2 hectares se situant au col de la Croix des Mille Martyrs (alt. 884 m), enfouie dans une forêt de sapins avec un amphithéâtre naturel favorable à une manifestation musicale.
Le col des 1000 a toujours été une manifestation ouverte à tous publics. Plus qu'un festival, le col est avant tout une fête réunissant plusieurs générations autour d'artistes aux styles musicaux variés.
- en 1997 : 1 soir et 200 personnes
- en 2009 : 2 soirs et 4500 personnes
- en 2013 : 2 soirs et 7100 personnes

Le festival accueille généralement 7 à 8 groupes (ou artistes) par soir, mélangeant têtes d'affiche nationales et groupes locaux en devenir.
En 2017, le festival fête ses 20 ans mais se retrouve en difficulté financière après cette édition. Il n'y a pas eu d'autres éditions depuis lors.

## Artistes selon les années

### 1997
- Planet Sound (France)
- Negusa Nagast (France)

### 1998
- Daïpivo (France)
- Planet Sound (France)
- En Pantoufles dans la rue (France)

### 1999
- Daïpivo (France)
- Very Big Jah Brass Band (France)
- La Substance (France)
- Supa Kemia
- Shaady
- Pustule l'Ardéchois (France)

### 2000
- Babylon Circus (France)
- N&SK (France)
- Daïpivo (France)
- Shaggy Dog Story
- ATK Posse 51

### 2001
- Raspigaous (France)
- Root'Secours (France)
- Nawak
- Naïa Bingui Vibes
- Matthieu Guillou (France)

### 2002
- Dub Incorporation (France)
- Pep's (France)
- Watcha Clan (France)
- Daïpivo (France)
- Dubians

### 2003
- Raoul Petite (France)
- Percubaba (France)
- Ginkobiloba (France)
- Red Lion Sound
- Shaddy
- Sound Trotters
- United Vibes

### 2004
- Meï Teï Shô (France)
- La Phaze (France)
- Pep's (France)
- Dub Incorporation (France)
- Gnawa diffusion (France)
- Doeï
- Soleil FX (Massilia Sound System)
- DJ Goodka (France)
- Kub DJ Loom

### 2005
- Ceux qui marchent debout (France)
- Sayag Jazz Machine (France)
- N&SK (France)
- Improvisators Dub (France)
- Pep's (France)
- RedBong
- Dokhandeme
- Smiley
- Simon Carriere
- Modo
- Walter
- Red Lion Sound
- DJ Goodka (France)

### 2006
- Kaly Live Dub (France)
- Brain Damage Sound System (France)
- Bumcello (France)
- Mango Gadzi (France)
- Sayag Jazz Machine (France)
- Daïpivo (France)
- Jamalski (New York)
- Djemdi
- Ketama Prod.
- Le Bartin de la Joie
- Maisman
- Peaks Iration
- Melk

### 2007
- Jim Murple Memorial (France)
- Lutin Bleu (France)
- Beautés vulgaires (France)
- Root'Secours (France)
- Emzel Café (France)
- Cofi Makers (France)
- Red Lion Sound
- Earthical Collective
- Sons of Gaïa
- Chartreusians
- Le Chaudron Magique (France)
- Burn Crew Concept

### 2009
- Chinese Man (France)
- Kanka (France)
- Mister Gang (France)
- Ceux qui marchent debout (France)
- Aba Shanti-I (Angleterre)
- O.B.F. Sound System (France)
- DJ Click (France)
- Gypsy Sound System (Suisse)
- Lizarb (France)
- Les Dukes (France)
- Mountain Men (France)
- Zozophonic Orchestra (France)
- Le Chaudron Magique (France)
- Burn Crew Concept (France)

### 2010
- Beat Assailant (U.S)
- The Twinkle Brothers (Jamaïque)
- Maniacx (France)
- Iration Steppas (Angleterre)
- Channel One Sound System (Angleterre)
- Emzel Café (France)
- Roots Collective (France)
- Gypsy Sound System (Suisse)
- Dj Tagada (France)
- Kalakuta Orchestra (France)
- Poutrelles Fever (France)
- Hobo (France)
- The Melting Snow Quartet (France)

### 2011
- High Tone (France)
- Kaophonic Tribu (France)
- Watcha Clan (France)
- Zone libre (France)
- Kenny Knots (Angleterre)
- Pad Brapad (France)
- Roots Collective (France)
- Gypsy Sound System & friends (Suisse)
- O.B.F. Sound System (France)
- Maïsman (France)
- MMD 38 (France)
- Eyisso (France)
- Balkan Hotsteppers (Belgique)

### 2012 - Les 15 ans
- Kanka (France)
- Slonovski Bal (France)
- Daïpivo (France)
- Scratch Bandits Crew (France)
- Deluxe (Chinese man records) (France)
- Djemdi (France)
- vibronics(Angleterre)
- El Hijo de la Cumbia (Argentine)
- Jazzsteppa (Angleterre)
- Roots collective (France)
- LeYan & Skoob Le Roi (Chinese man Records) (France)
- Dôei (France)
- Rootikal Warriah (France)
- Algorythmik (France)
- Yoanna (France)

### 2013
- Puppetmastaz (Allemagne)
- Hilight Tribe (France)
- Channel One (Angleterre)
- Biga Ranx (France)
- Kacem Wapalek (France)
- Radikal Guru (Pologne)
- Cian Finn (Irlande)
- Monstroplantes(Angleterre)
- Dengue Dengue Dengue ! (Pérou)
- The Architect vs. Befour (France)
- Roots collective (France)
- Joko sound (France)
- Rules of Peace (France)
- Peanuts Crew (France)
- Affazion Sound System (France)
- Burning Rods (France)

### 2014
- High Tone (France)
- Aba Shanti-I (Angleterre)
- Alice Francis (Allemagne)
- Systema Solar (Colombie)
- Anton Serra (France)
- Orfaz (France)
- Little Tune (France)
- Cian Finn (Irlande)
- Scarecrow (France)
- Ghostown (France)
- Rocking Ska Club (France)
- Roots Collective (France)
- Natural Tribulation (France)
- The Jaman's (France)
- RFFR (France)

### 2015
- Bigflo & Oli (France)
- The Skints (Angleterre)
- DJ Fly (France)
- O.B.F. Sound System (France)
- Lucio Bukowski & Anton Serra (France)
- Soviet Suprem (France)
- Scratch Bandits Crew (France)
- Djazia Satour (France)
- Gypsy Sound System Orkestra (Suisse)
- Roots Collective (France)
- I Woks Sound (France)
- KKC Orchestra (France)
- Lakay (France)
- Rage Against The Marmottes (France)
- Selfish Doll (France)
- RFFR (France)

### 2016
- Quantic
- Yaniss Odua (France)
- Panda Dub
- King Earthquake
- ASM-A State of Mind
- L'Entourloop
- Mountain Men
- Opium du Peuple

- Balani Sound System
- Roots Collective Sound System
- Pitt Poule
- RFFR (France)
- Nadejda
- Les Couveurs de Rempart

### 2017- Les 20 ans
- Demi Portion (France)

- Yaniss Odua (France)

- Féfé (France)
- King Earthquake
- Gentleman's Dub Club
- Smokey Joe & The Kid (France)
- Pitt Poule
- Dj Driss & Dj Eleyxir (Hadra)
- Roots Collective Sound System
- Nadejda
- Talysker
- RFFR (France)
- Fanfare à la Noix